# St. Anna (Nijmegen)
St. Anna is een wijk in Nijmegen. Het was vroeger een buiten de stad gelegen gehucht. In de twintigste eeuw werd het een lommerrijke voorstad van Nijmegen, die met een elektrische tramlijn met de eigenlijke stad verbonden was. 
In het verleden heeft nabij de huidige Reestraat een aan de H. Anna gewijde kapel gestaan. Deze veldkapel stond nabij de kruising van belangrijke wegen. Vanaf St. Anna liepen diverse wegen naar het Groenewoud, Mook en Hatert. Deze wegenstructuur is meer dan 500 jaar oud.
Op 1 januari 2023 telde de wijk 3.475 inwoners, verdeeld over 1.781 woningen, met een gemiddelde WOZ-waarde van € 385.000, op een oppervlakte van 0,58 km².
De wijk ligt tegenover de Radboud Universiteit Nijmegen en het Universitair Medisch Centrum St Radboud. De naam Sint Anna is ook de naamgever van de St. Annastraat en de St. Annamolen. Sinds 1960 is de westgrens van de wijk niet de Hatertseweg maar de Vossenlaan, inclusief de oneven nummers. Daarvoor behoorde het deel tussen Vossenlaan en Hatertseweg bij de wijk Hazenkamp ("Dierenbuurt")
In de rest van Nijmegen is de naam "St. Anna" niet erg bekend. Meestal heeft men het over "de buurt tegenover het Radboudziekenhuis".

## Fotogalerij

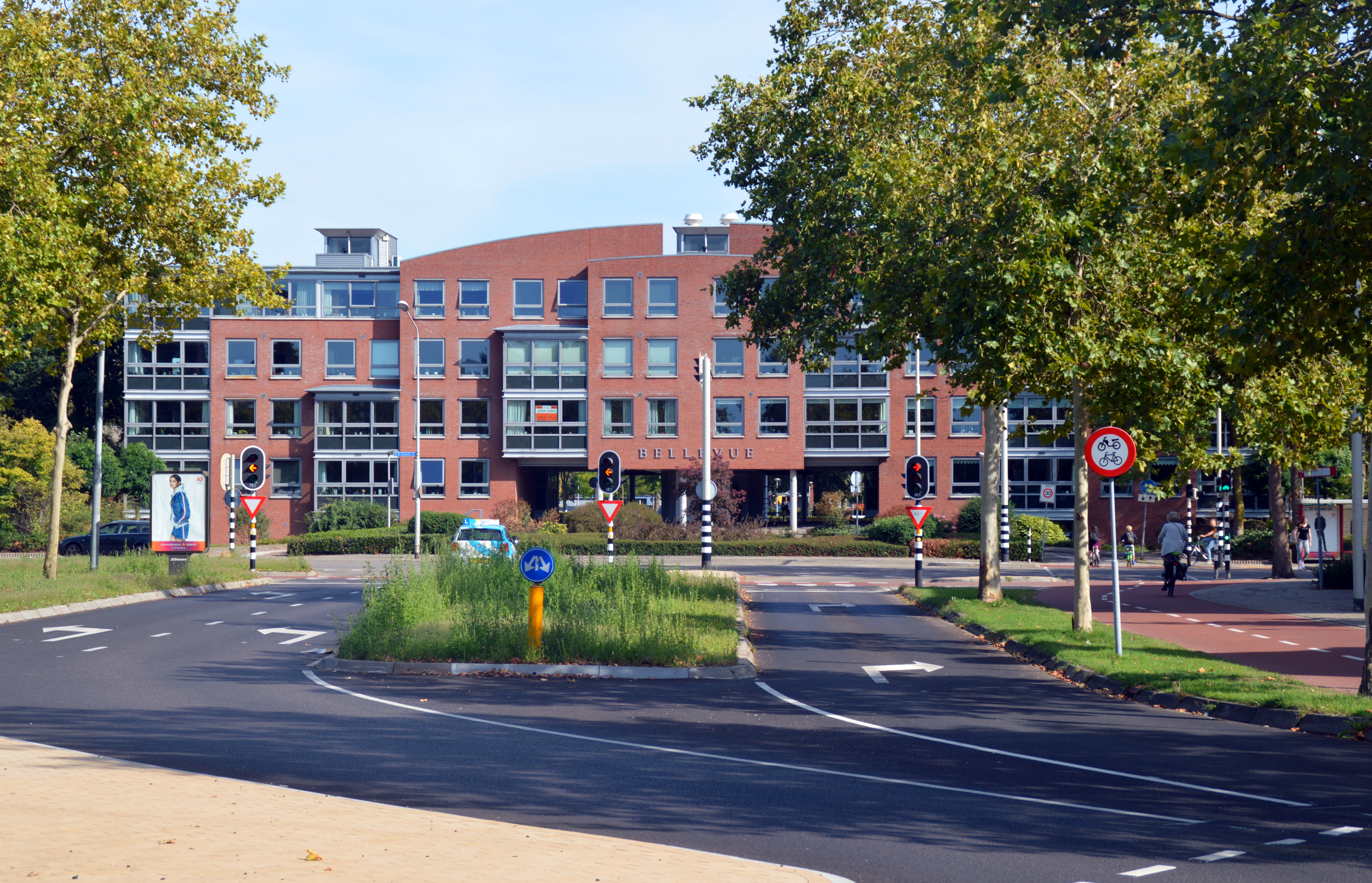
Hoek Haterseweg St. Annastraat
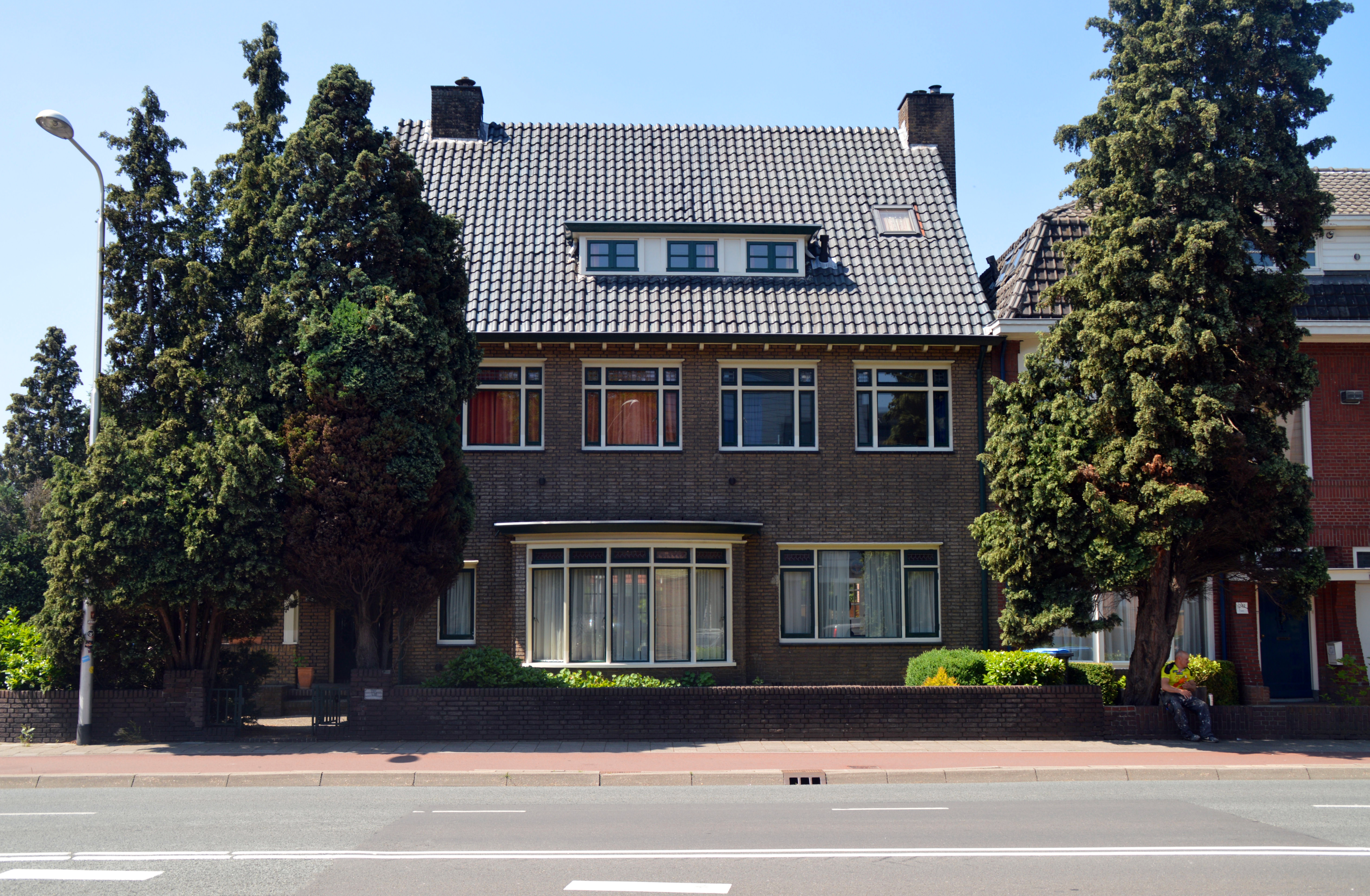
St. Annastraat 244 Tandartspraktijk met woning Charles Estourgie (1939)
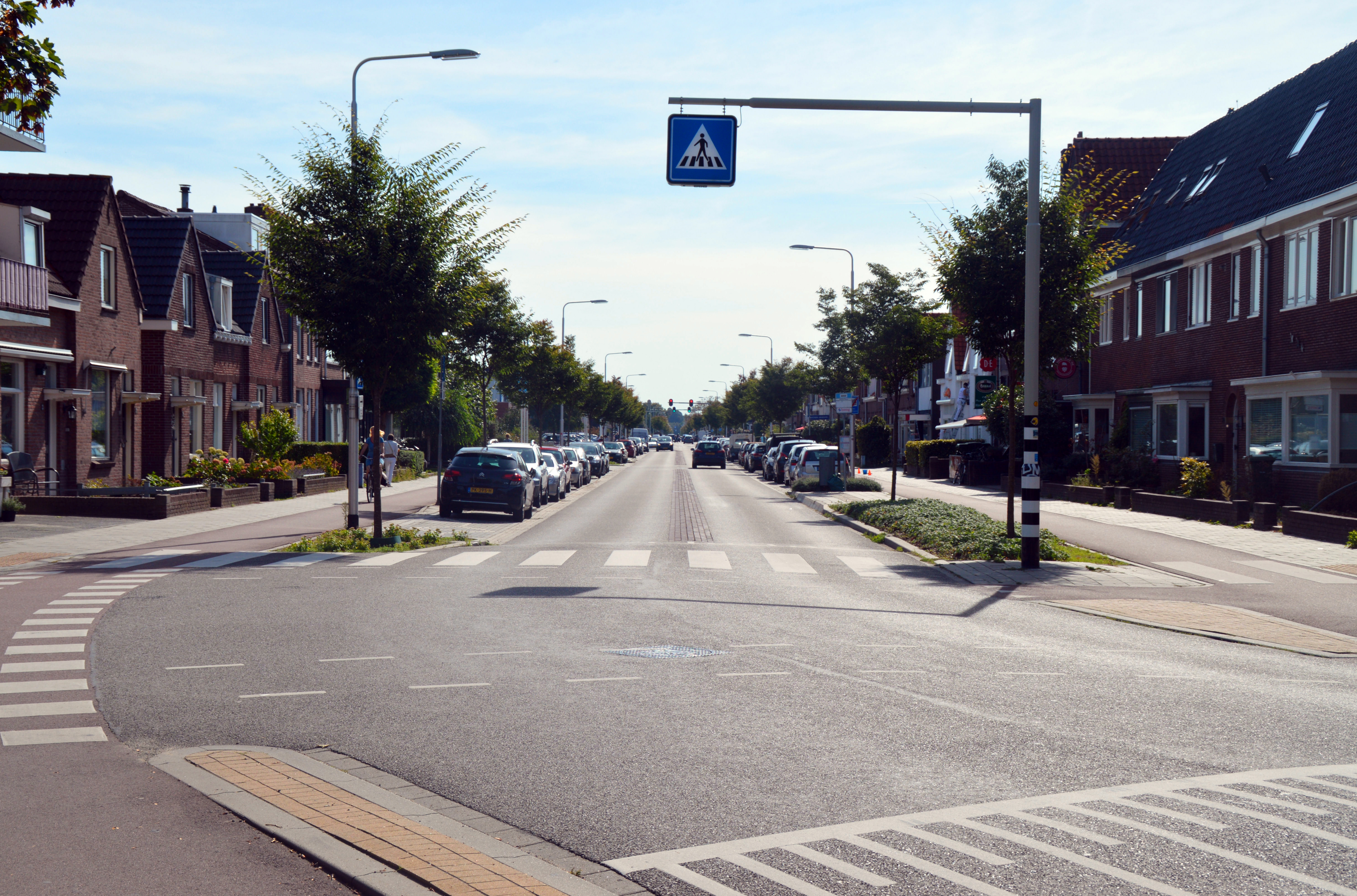
St. Jacobslaan
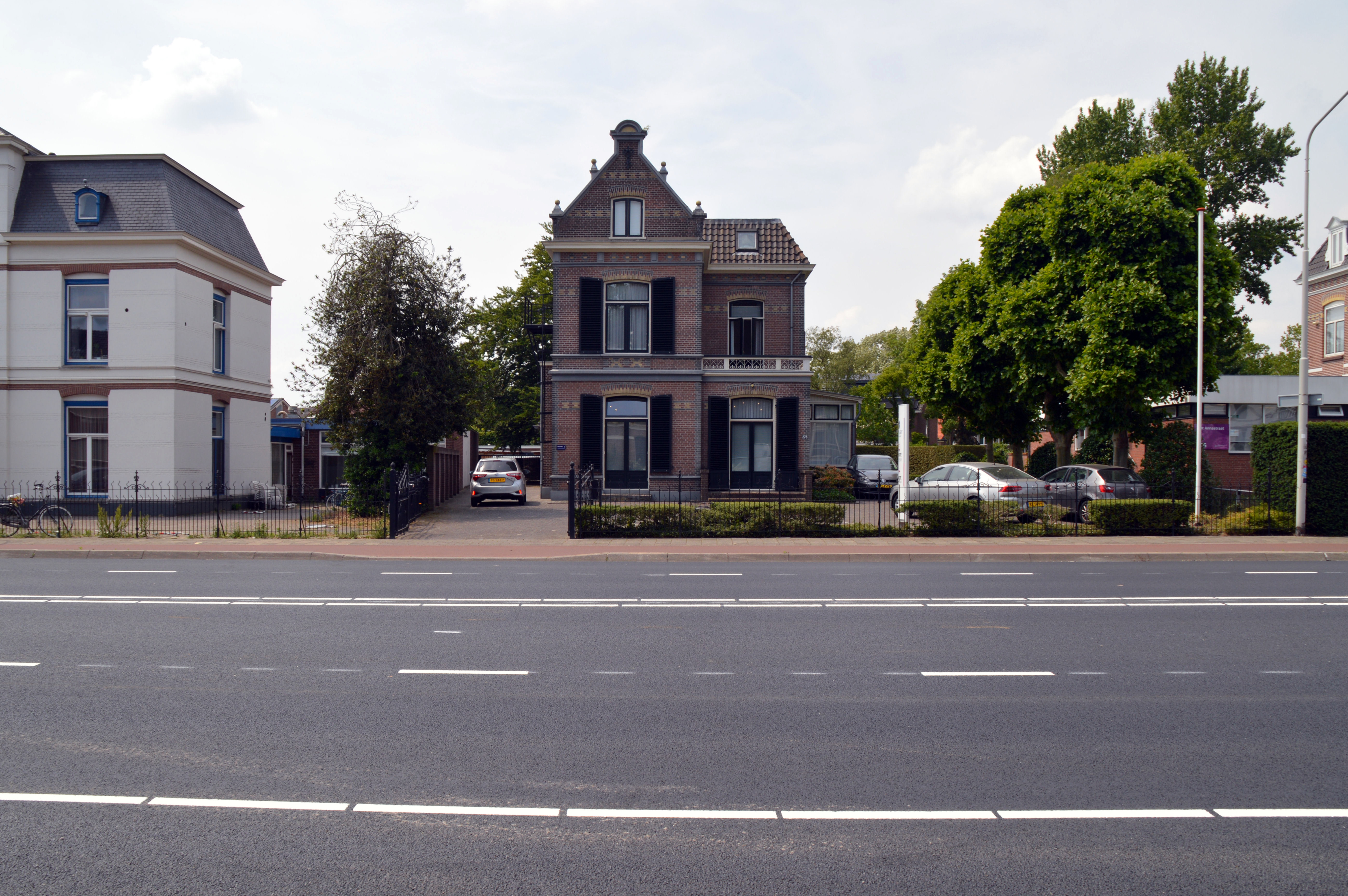
St. Annastraat 278
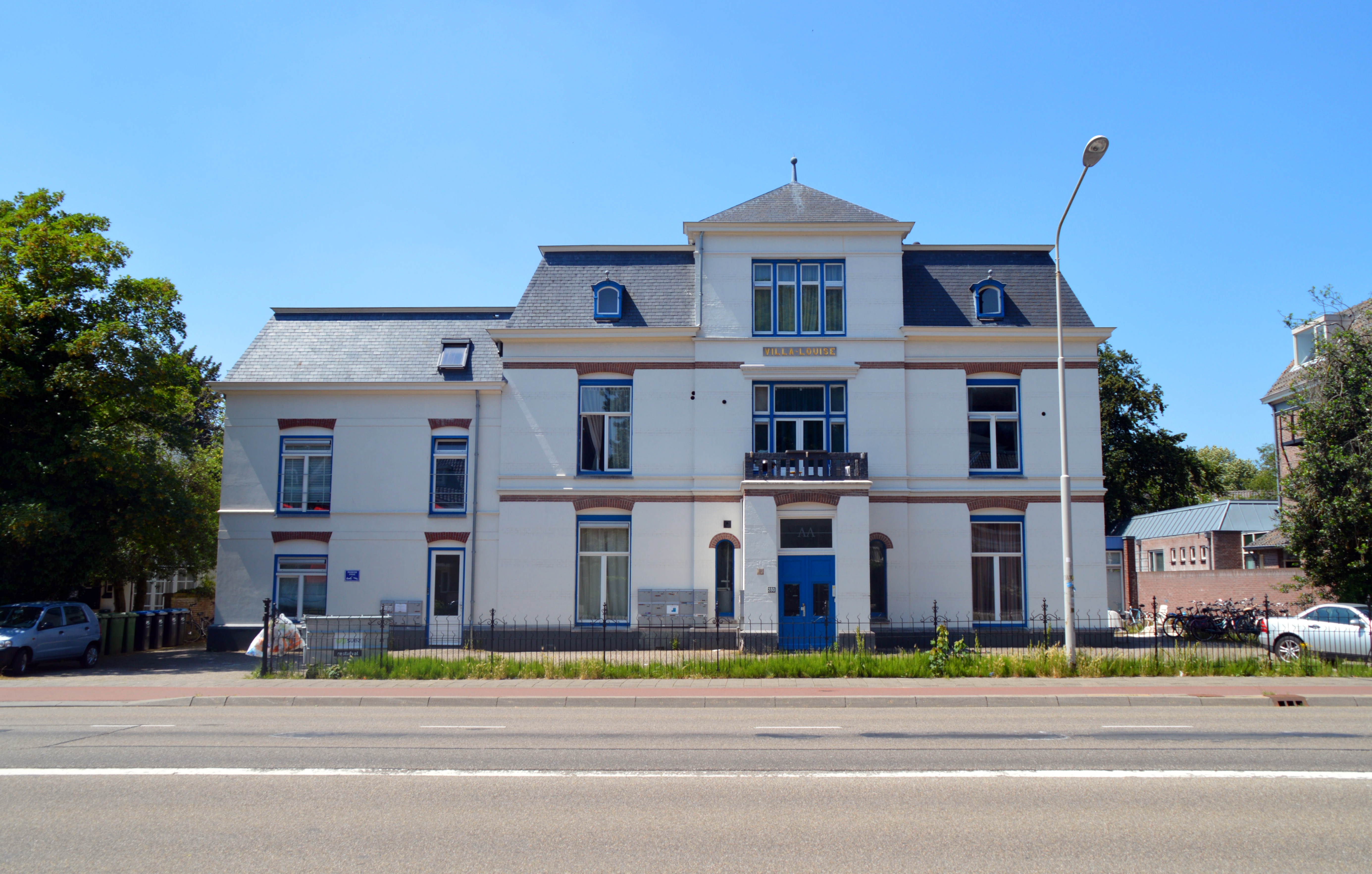
Villa Louise St. Annastraat 280 (1900)
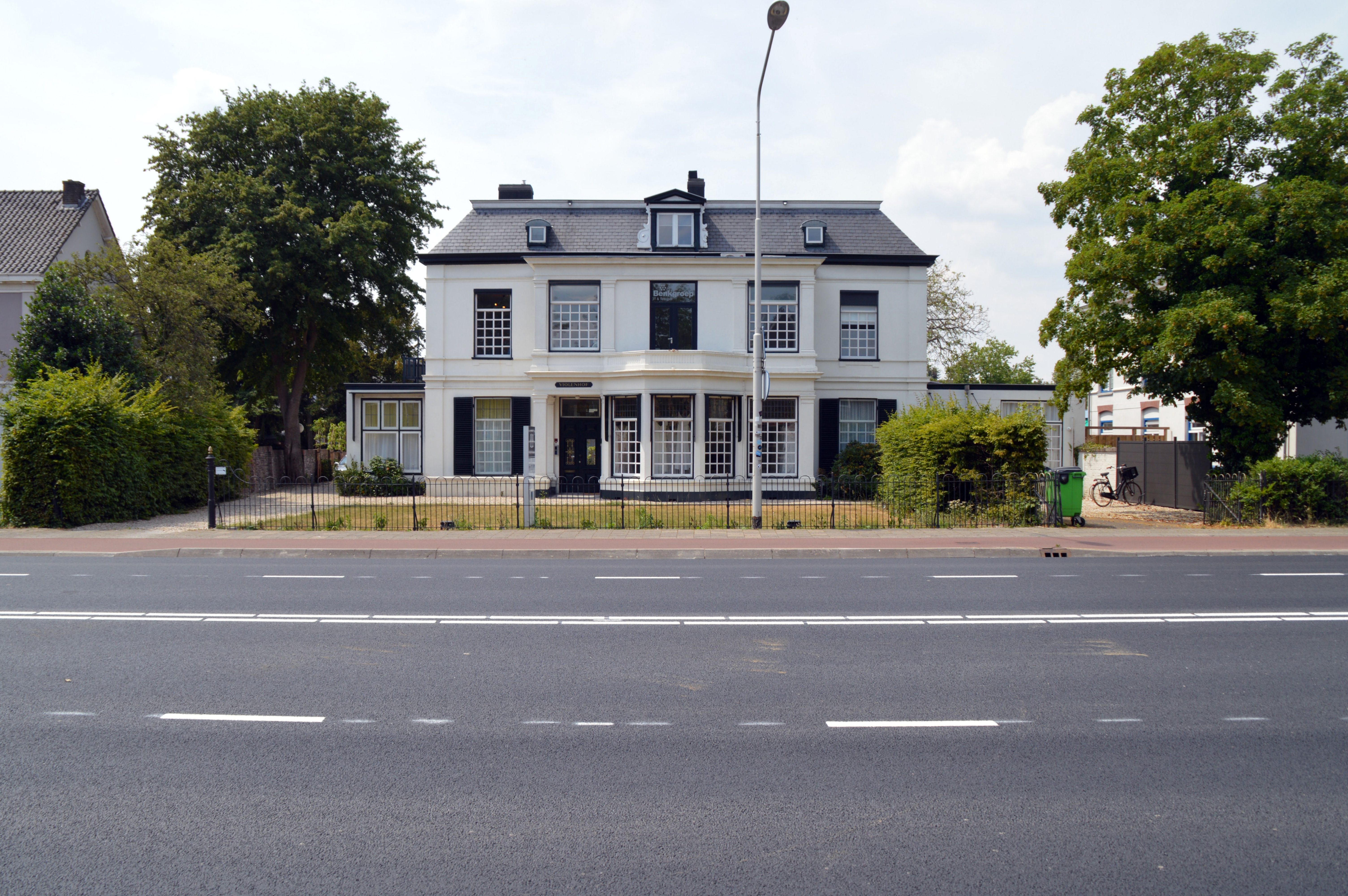
Villa Violenhof, St. Annastraat 282 Bouwjaar ca. 1900 Gemeentelijk monument
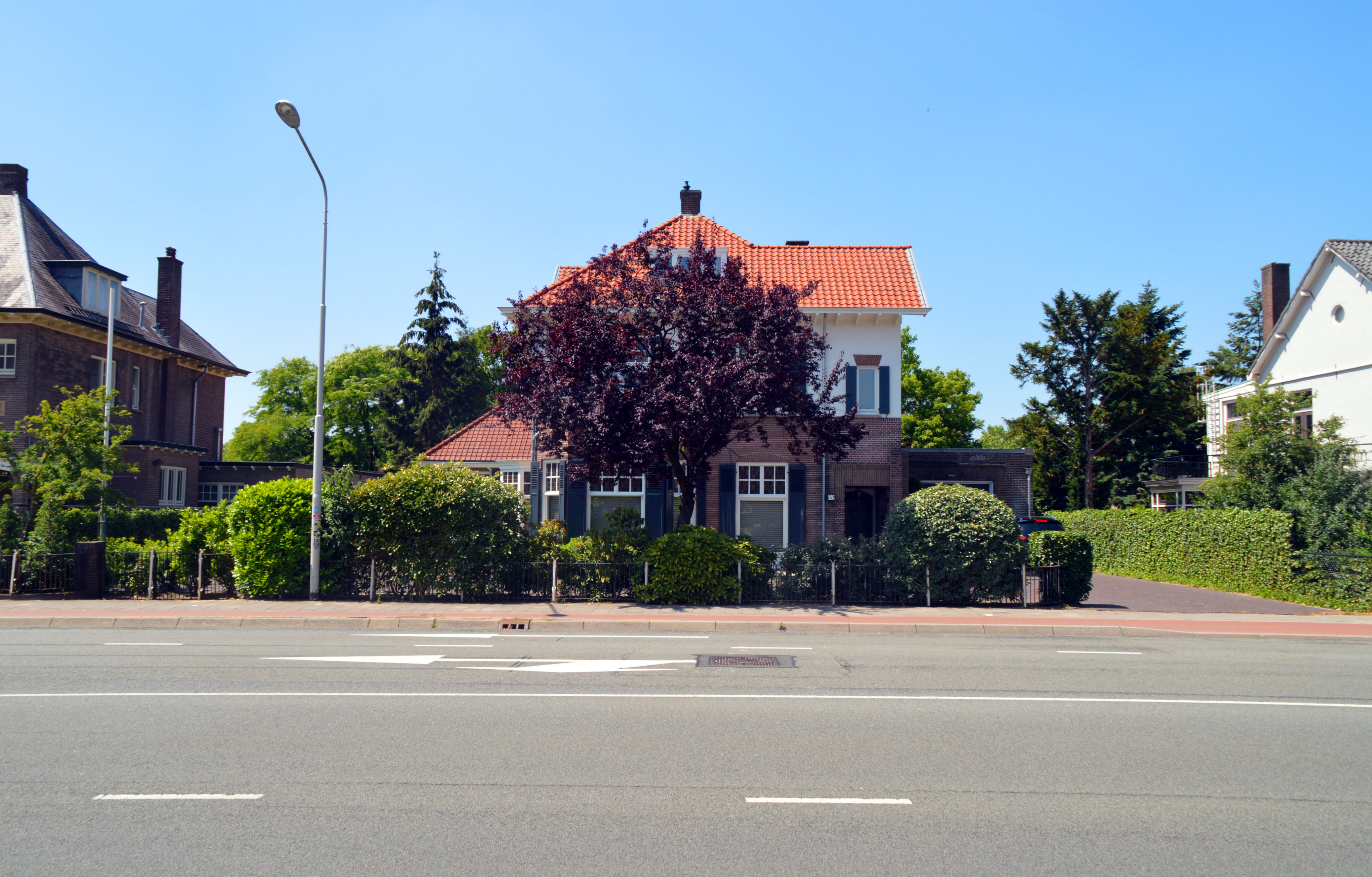
St. Annastraat 286, Charles Estourgie (1933)
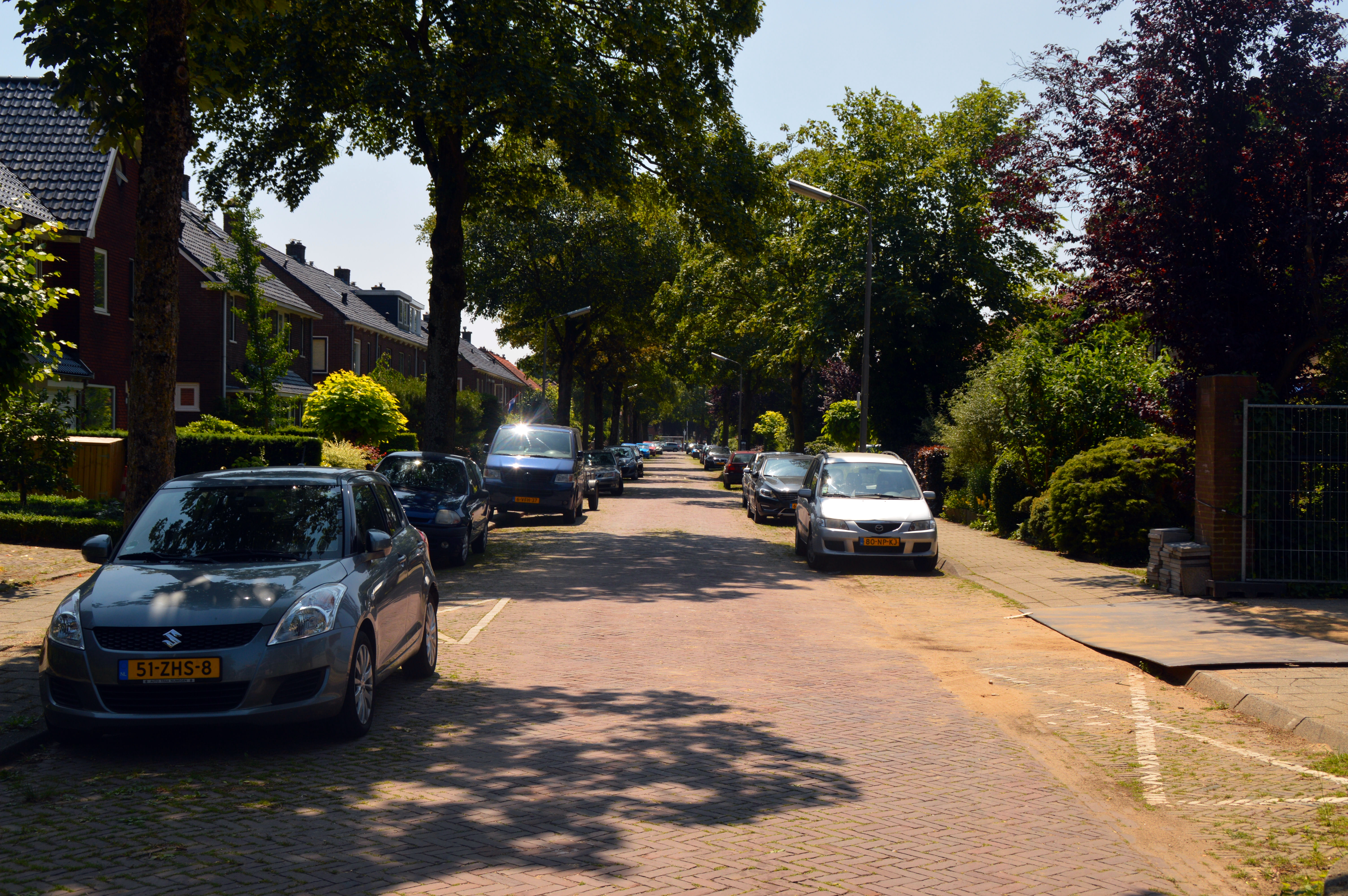
Veldstraat